# Deparia allantodioides
Deparia allantodioides är en majbräkenväxtart som först beskrevs av Richard Henry Beddome, och fick sitt nu gällande namn av Masahiro Kato. Deparia allantodioides ingår i släktet Deparia och familjen Athyriaceae. Inga underarter finns listade.